# Kudoa dianae
Kudoa dianae is een microscopische parasiet uit de familie Kudoidae. Kudoa dianae werd in 2002 beschreven door Dyková, Fajer & Fiala. 